# Sicignano degli Alburni
Sicignano degli Alburni là một đô thị (comune) thuộc tỉnh Salerno trong vùng Campania của Ý. Sicignano degli Alburni có diện tích 80,57 km2, dân số là 3342 người (thời điểm năm 2006).
Các đô thị giáp ranh gồm: Auletta, Buccino, Castelcivita, Contursi Terme, Ottati, Palomonte, Petina và Postiglione.
Sicignano có 5 giáo khu: (frazioni): Castelluccio Cosentino, Galdo degli Alburni, Scorzo, Terranova và Zuppino.
Đô thị này hầu như nằm trong Vườn quốc gia Cilento và Vallo di Diano, một di sản thế giới UNESCO. 